# Новая Хмелевка
Новая Хмелевка — деревня в Голышмановском городском округе Тюменской области. Административный центр Хмелевского сельского поселения.

## География
Деревня находится на берегу реки Хмелевка.
Часовой пояс
Новая Хмелевка, как и вся Тюменская область, находится в часовой зоне МСК+2. Смещение применяемого времени относительно UTC составляет +5:00.

## Транспорт
Автобусное сообщение, автобус номер 830. До административного центра Голышманово, 48 км.

## Население
| 2010 |
| ---- |
| 292  |

## Инфраструктура
- ФАП
- Школа